# 朱氏鱂
朱氏鱂為輻鰭魚綱鯉齒目鯉齒亞目鯉齒鱂科鱂屬的其中一種，該物種分布於中美洲墨西哥的淡水流域，棲息在中底層水域，生活習性不明。

## 擴展閱讀
維基物種上的相關：朱氏鱂